# Girolamo Magnesi
Girolamo Magnesi (falecido em 1644) foi um prelado católico romano que serviu como bispo de Potenza (1634–1644).

## Biografia
No dia 7 de julho de 1634, Girolamo Magnesi foi eleito Bispo de Potenza e confirmado pelo Papa Urbano VIII a 20 de novembro de 1634. No dia 30 de novembro de 1634, foi consagrado bispo por Carlo Emanuele Pio di Savoia, cardeal-bispo de Porto e Santa Rufina, com Giovanni Battista Altieri, bispo emérito de Camerino, e Girolamo Parisani, bispo de Polignano, servindo como co-consagradores. Serviu como Bispo de Potenza até à sua morte em 1644.